# Bocholt (Belgien)
Bocholt (Limburgisch: Bógget) ist eine ländliche Gemeinde in den Kempen der Provinz Limburg, Region Flandern in Belgien. Sie hat 13.753 Einwohner (Stand 1. Januar 2024). Zu Bocholt gehört seit 1977 auch die ehemalige Gemeinde Kaulille.
Ein weiterer Dorfkern ist Reppel, wo der Heilige Willibrord im 7. Jahrhundert eine Kirche gebaut haben soll. Die Kirche unterstand noch bis Ende des 18. Jahrhunderts dem Kloster in Echternach.

## Toponymie
Bocholt wurde erstmals 1162 als Bucolt urkundlich erwähnt. Es bedeutet: Buchenwald (vgl. auch Bocholt, Bochum in Westfalen sowie Bocholtz (Simpelveld) in den Niederlanden).

## Wirtschaft und Verkehr
In Deutschland bekannt ist Bocholt durch die Brauerei Martens, die u. a. für Aldi die Biermarke Karlskrone produziert.
Auf dem Gemeindegebiet befindet sich die Einmündung des Kempener Kanals in die Zuid-Willemsvaart.

## Städtepartnerschaften
- Bocholt, Deutschland

## Sehenswürdigkeiten
St.-Laurentius-Kirche
Am Ort bestand vermutlich schon eine romanische Kirche. Von dem spätgotischen Bauprojekt wurde als erstes 1411 der Turm aus Mergel fertiggestellt. Das Langhaus mit Außenwänden aus Backstein wurde bis 1476 errichtet. Das Sakramentshaus aus Metall stammt vom Gießer Aert van Tricht. Die Malereien des Antwerpener Schnitzretabels (um 1525) werden Colijn de Coter zugeschrieben. Nach einem Sturm 1608, bei dem die Kirche schwer beschädigt wurde, zog sich der Wiederaufbau bis ins erste Viertel des 18. Jahrhunderts. Die Kirche wurde 1910 erweitert, indem man den Turm um einige Meter verschob. Seitdem haben die Bocholter den Beinamen Torenkruiers (Turmschieber).
Weitere Bauwerke
- St.-Willibrordus-Kirche
- Windmühle von Kaulille
- Wassermühle Reppel, erstmals 856 erwähnt

Galerie

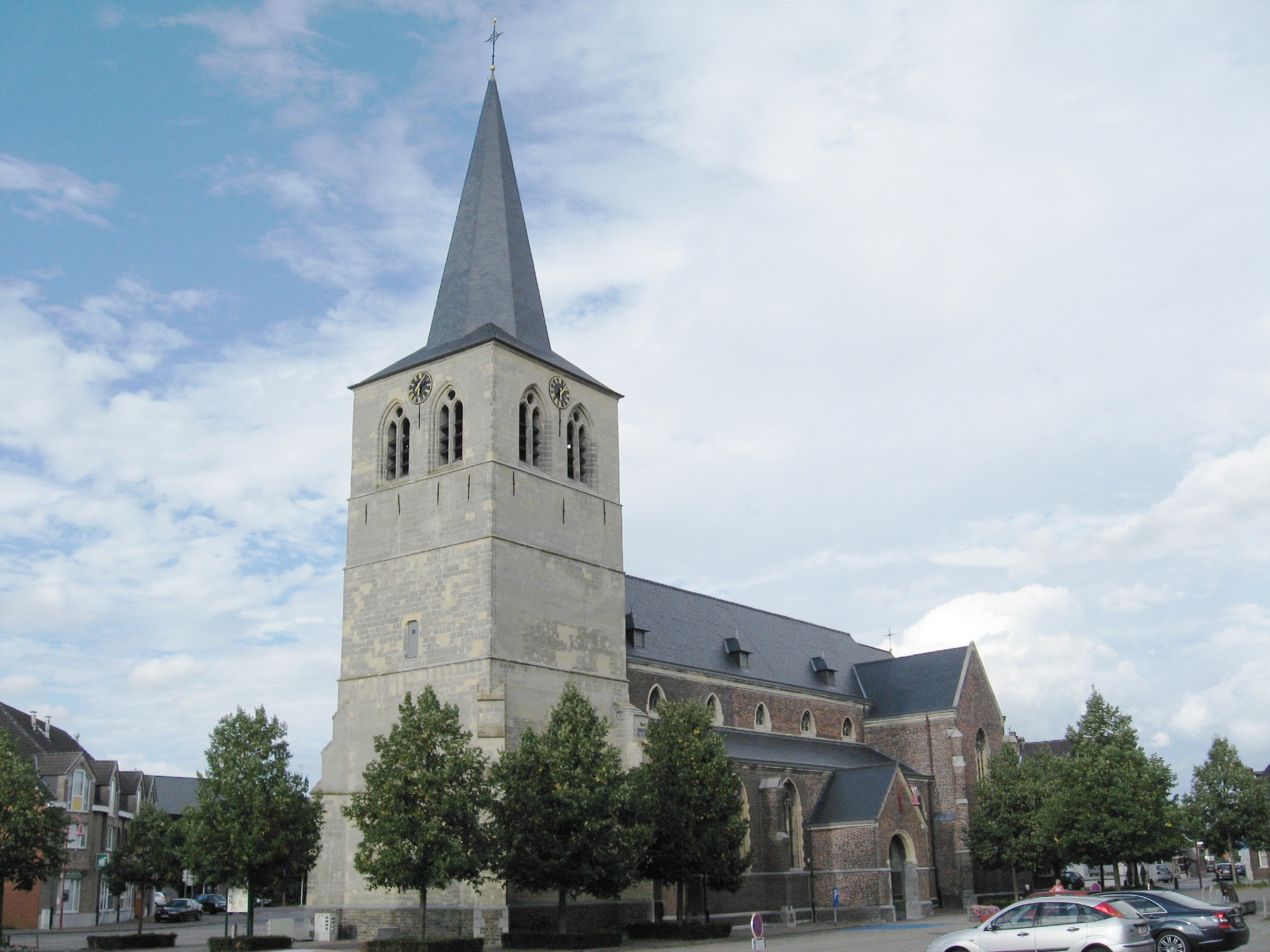
Bocholt, Kirche de Sint Laurentius
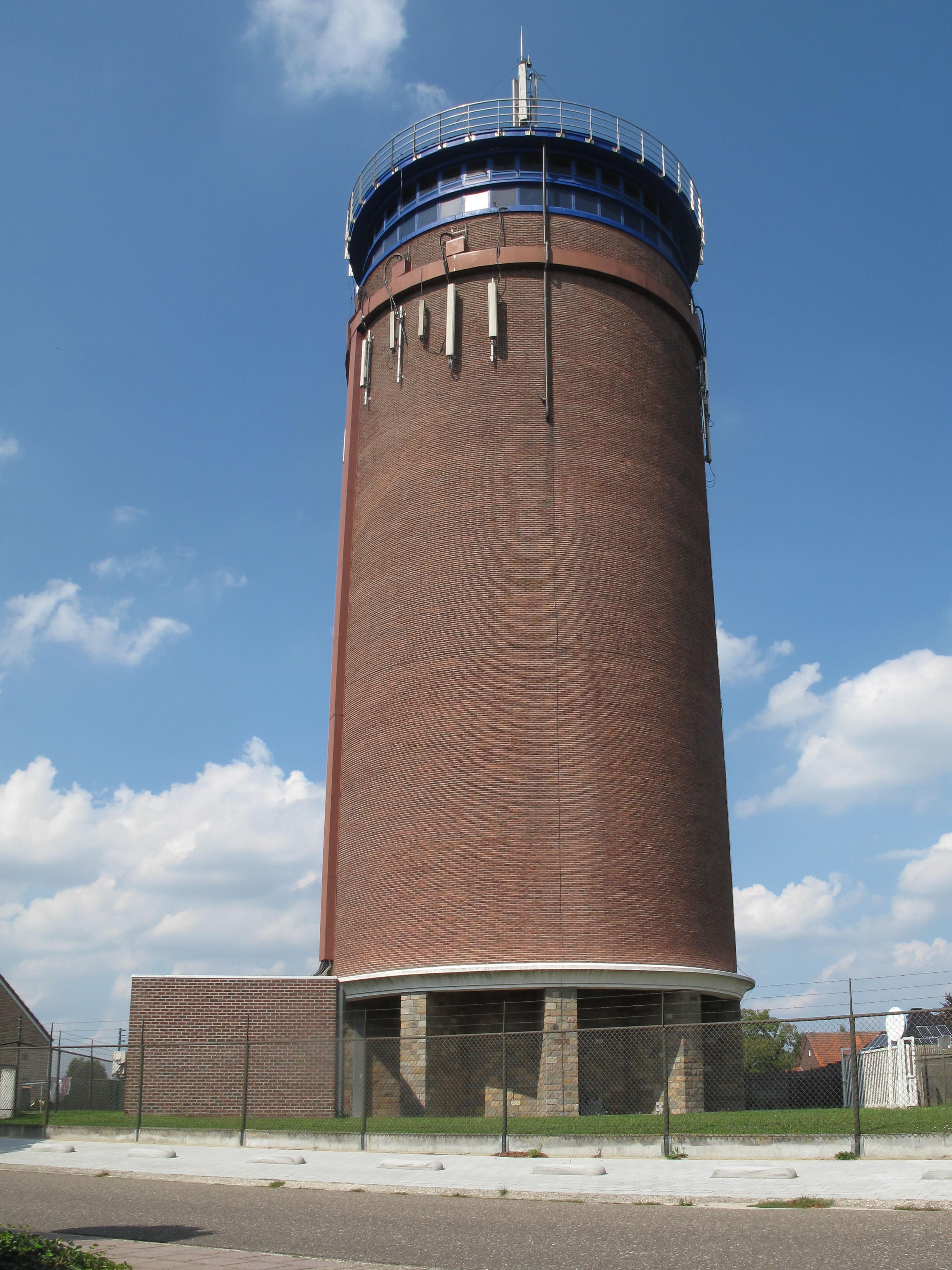
Kaulille, der Wasserturm